# Syllepte variospilalis
Syllepte variospilalis là một loài bướm đêm trong họ Crambidae.